# سرگو زاکاریادزه
سرگو زاکاریادزه (گرجی: სერგო ზაქარიაძე؛ ۱۸ ژوئیهٔ ۱۹۰۹ – ۱۳ آوریل ۱۹۷۱) یک هنرپیشه اهل اتحاد جماهیر شوروی سوسیالیستی بود.
از فیلم‌ها یا برنامه‌های تلویزیونی که وی در آن نقش داشته است می‌توان به واترلو اشاره کرد.
وی همچنین برنده جوایزی همچون جایزه هنرمند مردمی اتحاد جماهیر شوروی و نشان لنین شده است.